# 石崎融思

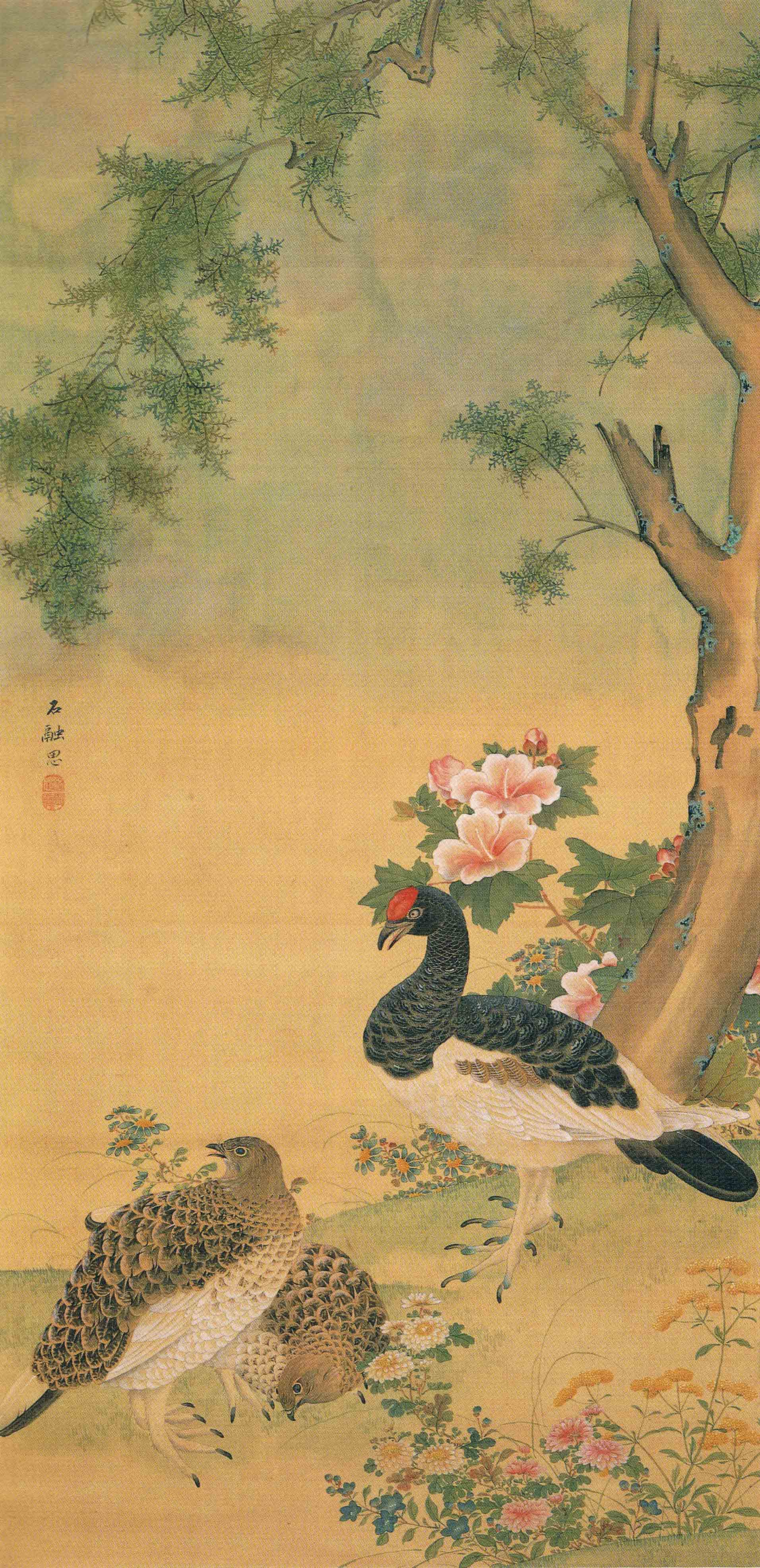
花鳥図 絹本着色

石崎 融思（いしざき ゆうし、明和5年（1768年） - 弘化3年2月28日（1846年3月25日））は江戸時代後期の長崎派の絵師。唐絵目利として漢画・洋風画を折衷させた写実的洋風画を確立。
幼名慶太郎、融思は通称。字は士斉。鳳嶺と号し、後に放齢と改める。居号に鶴鳴堂・薛蘿館・梅竹園などがある。長崎の人。

## 略伝
唐絵目利の荒木元融の子として生まれる。父から漢画・洋風画を学び、ガラス絵の絵付け法も習得。父元融の師である石崎元徳からも洋風画を学ぶ。
父の師・石崎家では初代元徳が明和7年（1770年）に没し、安永7年（1778年）には二代元章が世継ぎのないまま48歳で没する。元融の実子元甫を養子としたが、この三代元甫までもが夭折してしまう。元融の意向で融思は石崎家の養子となり、21歳にして石崎家四代の家督を継いだ。一方、荒木家は養子の荒木如元が継ぐがなんらかの理由で家を離れる。
融思は長崎漢画や南蘋派の画法に、オランダから伝わった遠近法・陰影法をうまく取り入れ、独自の写実的画風を生み出すことに成功。画才に長け長崎画壇の中心的な存在となった。文化文政期には門人が270余名になったという。木下逸雲・鉄翁祖門・三浦梧門らも入門している。
漢詩は吉村迂斎、篆刻を清水伯民に学ぶ。寛政11年（1799年）から一年間にわたり大坂・伊勢などを遊歴。木村蒹葭堂や本居宣長と交友する。
14歳で唐絵目利見習いとなり、20代頃にで唐絵目利本役に昇進（時期不明）。32歳のときに唐方俗式絵図認掛に任ぜられ「清俗紀聞」を制作。55歳のときオランダ船に船載されてきた象を写生し、『全象活眼』を刊行。天保3年（1832年）、64歳のとき松森神社の職人尽絵を彩色し修繕に尽くした。翌年に52年間勤めた職を致仕するが、その功労が認められ死没する79歳まで毎年銀300目が送られた。融思の人生は順風満帆に見えるが、29歳のとき若妻を失い37歳のとき子の融済が夭折。55歳のとき愛娘エイを亡くしている。
弘化3年（1846年）没。孫の融吉が後継となった。
隠居後も名勝図などを盛んに画いており、川原慶賀の「慶賀写真草」（天保7年・1836年）に序を寄せていることから、町絵師との交流があったことがわかる。交友のあった田能村竹田は『竹田荘師友画録』で「西洋画を善くする」と融思を記している。

## 脚注

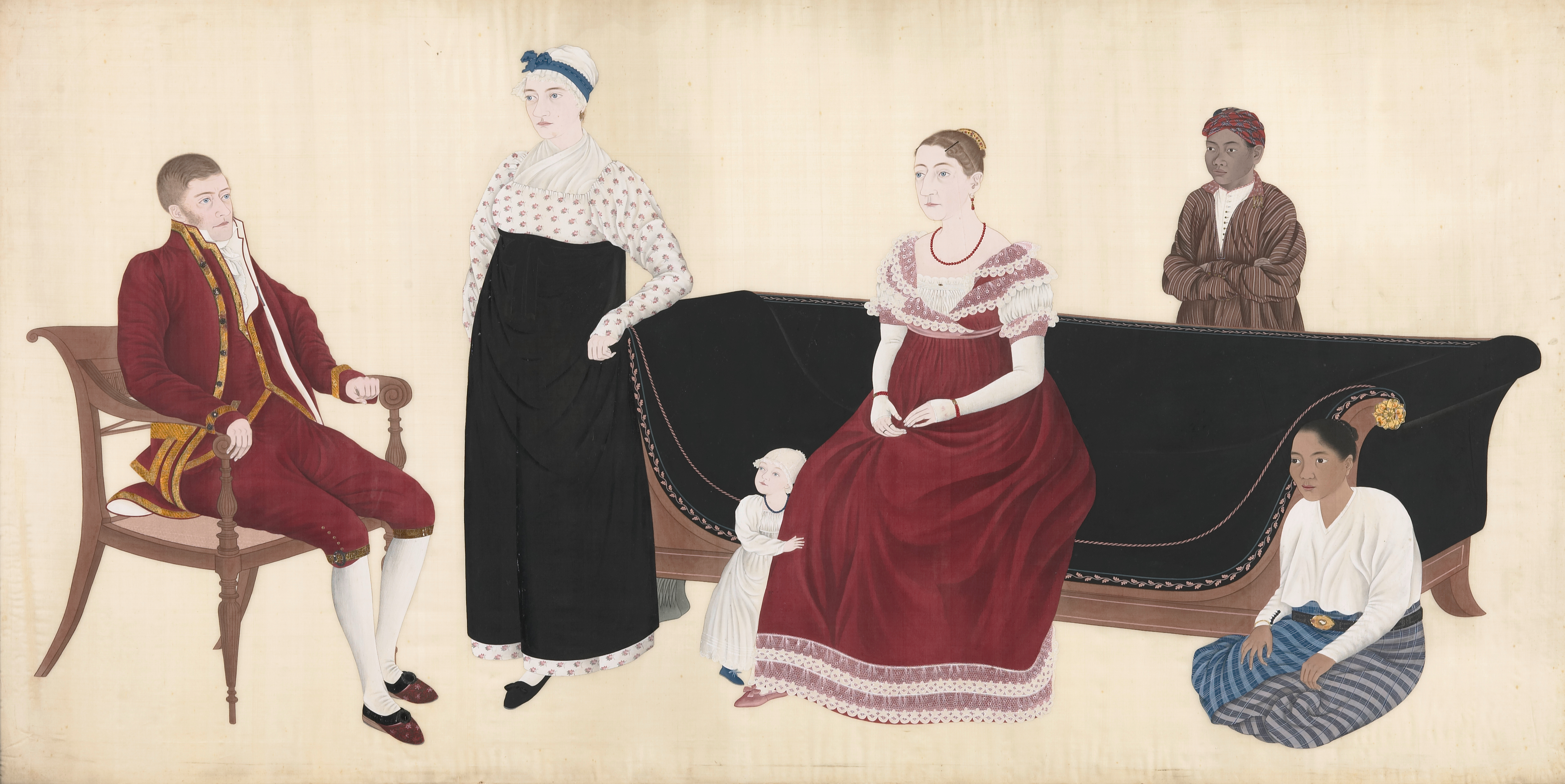
ブロムホフ家族図（アムステルダム国立美術館）

## 作品
| 作品名                     | 技法     | 形状・員数  | 寸法（縦x横cm） | 所有者             | 年代                 | 落款・印章                                                  | 備考                                                             |
| -------------------------- | -------- | ----------- | --------------- | ------------------ | -------------------- | ----------------------------------------------------------- | ---------------------------------------------------------------- |
| 大田南畝像                 | 絹本著色 | 1幅         | 858.8x35.1      | 個人               | 1805年（文化2年）    | 款記「石崎思敬寫」/「融思字士斎」白文方印・「鳳嶺」朱文方印 | 長崎滞在中の南畝の誕生日に、南畝と交流をもった融思が描いた作品。 |
| 真象写照之図               |          |             |                 |                    | 1813年（文化10年）   |                                                             |                                                                  |
| ブロンホフ家族図           |          |             |                 | 神戸市立博物館     | 1817年（文化14年）   |                                                             |                                                                  |
| 長崎港図                   |          |             |                 | 神戸市立博物館     | 1820年（文政3年）    |                                                             |                                                                  |
| 蘭船図                     |          |             |                 | 神戸市立博物館     | 1822年（文政5年）    |                                                             |                                                                  |
| デ・フィレニューフェ夫妻図 |          |             |                 | 長崎歴史文化博物館 | 1830年（天保元年）   |                                                             |                                                                  |
| 唐蘭両舟入貢図             |          |             |                 |                    |                      |                                                             |                                                                  |
| 春徳寺真景図               |          |             |                 | 長崎歴史文化博物館 |                      |                                                             |                                                                  |
| 長崎古今集覧附録名勝図絵   |          | 上中下の3冊 |                 | 長崎歴史文化博物館 | 1842年（天保12年）序 |                                                             | 稿本                                                             |
| 長崎名勝図絵               |          |             |                 |                    |                      |                                                             |                                                                  |
| 崎陽十二景                 |          | 折本        |                 |                    |                      |                                                             |                                                                  |

## 出版物
- 『唐館図蘭館図絵巻』第2版改訂 長崎文献社 ISBN 978-4-8885-1064-6